# Swesda TschN16/17
Die Motoren der Typenfamilie TschN16/17 (russisch ЧН16/17) sind als Schiffsmotor konzipierte aufgeladene Reihenstern-Viertakt-Dieselmotoren, die von der Maschinenfabrik Swesda in Sankt Petersburg (vollständiger russischer Name: Ленинградский машиностроительный завод «Звезда» им. К. Е. Ворошилова, transkribiert Leningradski maschinostroitelny sawod «Swesda» imeni K. Е. Woroschilowa) gebaut wurden. Es wurden Sechsreihenmotoren mit 42 Zylindern, Achtreihenmotoren mit 56 Zylindern sowie Zwillingsmotoren bestehend aus zwei 56-Zylinder-Motoren, die auf dasselbe Getriebe arbeiten, gebaut. Das Leistungsspektrum dieser Motorenfamilie reicht von 1,8 bis 4 MW bzw. 7,4 MW als Doppelmotor.
Eingesetzt wurden die Motoren in diversen sowjetischen Kriegsschiffen, unter anderem in den 1960er- und 1970er-Jahren in Osa-Schnellbooten (Typen Swesda M504A und Swesda M520) sowie in den 1980er-Jahren in Küstenschutzschiffen des Projekts 133.1 (Typ Swesda M504A). In schnellen Landungsbooten vom Typ Projekt 21820 kommen seit 2006 je zwei Doppelmotoren vom Typ M507A-2D zum Einsatz.

## Technik
Die Motoren sind schnelllaufende Viertakt-Dieselmotoren mit OHC-Ventilsteuerung, Trockensumpfschmierung und Wasserkühlung in Reihensternbauweise. Kennzeichnend sind die sieben Zylinder je Stern mit einem Winkel von 51,43° zueinander sowie die Zylinderbohrung von 160 mm und der Kolbenhub von 170 mm. Daraus ergibt sich ein Hubraum von 143,6 l für die 42-Zylinderversion und 191,4 l für die 56-Zylinderversion.

### Kurbelgehäuse und Zylinderbänke
Die einzelnen Sterne sind mit Passschrauben aneinander befestigt. Jeder Stern besteht aus einer Sektion des Stahlgusskurbelgehäuses, an die die sieben Aluminiumzylinderblöcke angeschraubt sind. Die Zylinder haben Laufbuchsen. Die Kolben sind ebenfalls aus einer Aluminiumlegierung hergestellt und geschmiedet. Sie haben zwei Kompressionsringe, je nach Motorausführung zwei oder drei Ölabstreifringe und einen schwimmend gelagerten Kolbenbolzen. Der Motor hat je Stern ein Hauptpleuel, an das die anderen sechs Pleuel angelenkt sind. Die Kurbelwelle ist aus Stahl hergestellt und im Kurbelgehäuse in Rollenlagern gelagert, die Lageranzahl ist 7 bei Sechsreihen- bzw. 9 bei Achtreihenmotoren, das Drucklager arretiert die Kurbelwelle in axialer Richtung.

### Motortrieb
In jedem Zylinderkopf liegt je eine Nockenwelle, die je zwei hängende Ein- und Auslassventile über Rollenschlepphebel betätigt. Die Nockenwellen werden von der Kurbelwelle aus über je eine Königswelle und geradeverzahnte Tellerräder pro Zylinderbank angetrieben. Die Nockenwelle treibt auch die Einspritzpumpen an. Der Kraftstoff wird direkt eingespritzt, der Brennraum im Kolben ist hyperboloidförmig. Darüber hinaus gibt es noch eine Dekompressionsvorrichtung für den Motorstart, um den Widerstand beim Durchdrehen des Motors zu reduzieren, angelassen wird der Motor mit Druckluft.

### Wendegetriebe und Lader
An der Kraftabnahmeseite des Motors ist bei Schiffsmotoren dieser Typenfamilie ein hydraulisch geschaltetes Wendegetriebe angeflanscht. Es ermöglicht die Stellungen „vorwärts“, „rückwärts“ und „Leerlauf“. So kann das Schiff schnell und einfach die Fahrtrichtung wechseln. Eine Einrichtung zur direkten Umsteuerung des Motors würde beim komplexen Ventiltrieb dieser Motorenbaureihe sehr kompliziert ausfallen.
Auf der gegenüberliegenden Seite des Motors befindet sich ein Abgasturbolader, der im unteren Drehzahl- und Leistungsbereich zusätzlich von der Kurbelwelle des Motors über drei hydrodynamische Kupplungen angetrieben werden kann, da in diesen Betriebsbereichen die Abgasenergie nicht ausreicht, um den großen Turbolader auf die nötige Drehzahl zu bringen. Bei hohen Motordrehzahlen und damit verbundener hoher Leistung ist die Abgastemperatur und Abgasmenge ausreichend, um den Turbolader ausschließlich durch seine Abgasturbine anzutreiben.

### Schmiersystem
Aus dem vorbeheizbaren Umlaufbehälter wird das Schmieröl von der Druckpumpe angesaugt und über einen im Aggregatteil des Motors untergebrachten Kontrollfilter zur Ölhauptleitung des Motors zur Schmierung gepumpt. Aus dem Motor wird das Öl über einen in der Gabelung der 1. und 7. Zylinderbank liegenden Sammler zum Ölsumpf des Gehäuses der Umsteuerkupplung abgeführt. In diesen wird auch durch spezielle Ölabsaugpumpen das Öl aus den beiden unteren Zylinderbänken und dem Gehäuse des Getriebes gepumpt. Aus dem Ölsumpf wird das Öl abgesaugt und über einen separat aufgestellten umschaltbaren Doppelölfilter und einen Kühler in den Umlaufbehälter zurückgepumpt.
Der Schmierölkühler wird, wie auch der Frischwasserkühler, durch Seewasser gekühlt. Zur Regulierung der Schmierölkühlerfunktion ist eine Thermostatregeleinheit direkt am Kühler vorhanden. Nur einer der Doppelschmierölfilter befindet sich im Betriebsmodus. Auf den anderen Filter kann bei Bedarf im laufenden Betrieb umgeschaltet werden. Nach dem Abschalten des Motors wird das restliche zurücklaufende Schmieröl in den Getriebesumpf abgepumpt und der Ölstand im Getriebesumpf mit einem Peilstab geprüft. Die gleiche Kontrolle wird unmittelbar vor dem Anlassen des Motors durchgeführt – der Getriebesumpf muss nahezu leer sein.

## Technische Daten
| Kenngrößen                     | 42TschNSP16/17                                                                | 42TschNSP16/17                                                                | 42TschNSP16/17                                                                | 42TschNSP16/17                                                                | 56TschNSP16/17                                                                | 56TschNSP16/17                                                                | 56TschNSP16/17                                                                | 2×56TschNSP16/17                                                              |
| ------------------------------ | ----------------------------------------------------------------------------- | ----------------------------------------------------------------------------- | ----------------------------------------------------------------------------- | ----------------------------------------------------------------------------- | ----------------------------------------------------------------------------- | ----------------------------------------------------------------------------- | ----------------------------------------------------------------------------- | ----------------------------------------------------------------------------- |
|                                | M503A                                                                         | M503B                                                                         | M303W                                                                         | 512W                                                                          | M504A                                                                         | M504B                                                                         | M520                                                                          | M507A-2                                                                       |
| Motorbauform                   | Reihensternmotor, 6 Sterne zu je 7 Zylindern in Reihe                         | Reihensternmotor, 6 Sterne zu je 7 Zylindern in Reihe                         | Reihensternmotor, 6 Sterne zu je 7 Zylindern in Reihe                         | Reihensternmotor, 6 Sterne zu je 7 Zylindern in Reihe                         | Reihensternmotor, 8 Sterne zu je 7 Zylindern in Reihe                         | Reihensternmotor, 8 Sterne zu je 7 Zylindern in Reihe                         | Reihensternmotor, 8 Sterne zu je 7 Zylindern in Reihe                         | Reihensterndoppelmotor, 2 × 8 Sterne zu je 7 Zylindern in Reihe               |
| Zylinderzahl                   | 42                                                                            | 42                                                                            | 42                                                                            | 42                                                                            | 56                                                                            | 56                                                                            | 56                                                                            | 2 × 56; in Summe 112                                                          |
| Funktionsprinzip               | Viertakt-Diesel                                                               | Viertakt-Diesel                                                               | Viertakt-Diesel                                                               | Viertakt-Diesel                                                               | Viertakt-Diesel                                                               | Viertakt-Diesel                                                               | Viertakt-Diesel                                                               | Viertakt-Diesel                                                               |
| Gemischaufbereitung            | Direkteinspritzung                                                            | Direkteinspritzung                                                            | Direkteinspritzung                                                            | Direkteinspritzung                                                            | Direkteinspritzung                                                            | Direkteinspritzung                                                            | Direkteinspritzung                                                            | Direkteinspritzung                                                            |
| Ventilsteuerung                | obenliegende Nockenwelle, Rollenschlepphebel, 2 × Einlass-, 2 × Auslassventil | obenliegende Nockenwelle, Rollenschlepphebel, 2 × Einlass-, 2 × Auslassventil | obenliegende Nockenwelle, Rollenschlepphebel, 2 × Einlass-, 2 × Auslassventil | obenliegende Nockenwelle, Rollenschlepphebel, 2 × Einlass-, 2 × Auslassventil | obenliegende Nockenwelle, Rollenschlepphebel, 2 × Einlass-, 2 × Auslassventil | obenliegende Nockenwelle, Rollenschlepphebel, 2 × Einlass-, 2 × Auslassventil | obenliegende Nockenwelle, Rollenschlepphebel, 2 × Einlass-, 2 × Auslassventil | obenliegende Nockenwelle, Rollenschlepphebel, 2 × Einlass-, 2 × Auslassventil |
| Bohrung × Hub                  | 160 mm × 170 mm                                                               | 160 mm × 170 mm                                                               | 160 mm × 170 mm                                                               | 160 mm × 170 mm                                                               | 160 mm × 170 mm                                                               | 160 mm × 170 mm                                                               | 160 mm × 170 mm                                                               | 160 mm × 170 mm                                                               |
| Hubraum                        | 143.558 cm3                                                                   | 143.558 cm3                                                                   | 143.558 cm3                                                                   | 143.558 cm3                                                                   | 191.411 cm3                                                                   | 191.411 cm3                                                                   | 191.411 cm3                                                                   | 382.822 cm3                                                                   |
| Nenndrehzahl                   | 2000 min−1                                                                    | 1780 min−1                                                                    | 2000 min−1                                                                    | 1800 min−1                                                                    | 1950 min−1                                                                    | 2000 min−1                                                                    | 2000 min−1                                                                    | 2000 min−1                                                                    |
| Nennleistung                   | 2425 kW                                                                       | 1840 kW                                                                       | 2425 kW                                                                       | 2205 kW                                                                       | 3493 kW                                                                       | 3676 kW                                                                       |                                                                               | 7355 kW                                                                       |
| Höchstleistung                 |                                                                               |                                                                               |                                                                               |                                                                               |                                                                               |                                                                               | 3960 kW                                                                       |                                                                               |
| Mittlerer Arbeitsdruck         | 10,1 bar                                                                      | 8,6 bar                                                                       | 10,1 bar                                                                      | 10,3 bar                                                                      | 11,2 bar                                                                      | 11,5 bar                                                                      |                                                                               | 11,5 bar                                                                      |
| Mittlere Kolbengeschwindigkeit | 11,3 m/s                                                                      | 10,1 m/s                                                                      | 11,3 m/s                                                                      | 10,2 m/s                                                                      | 11,0 m/s                                                                      | 11,3 m/s                                                                      | 11,3 m/s                                                                      | 11,3 m/s                                                                      |
| Masse (trocken) mit Getriebe   | 5400 kg                                                                       | 5600 kg                                                                       | 5600 kg                                                                       | 6120 kg                                                                       | 7500 kg                                                                       | 7250 kg                                                                       | 7250 kg                                                                       | 17.100 kg                                                                     |
| Leistungsgewicht               | 2,23 kg/kW                                                                    | 3,04 kg/kW                                                                    | 2,23 kg/kW                                                                    | 2,77 kg/kW                                                                    | 2,15 kg/kW                                                                    | 1,97 kg/kW                                                                    | 1,83 kg/kW                                                                    | 2,32 kg/kW                                                                    |
| Geringster Kraftstoffverbrauch | 211 g/kWh                                                                     | 204 g/kWh                                                                     | 204 g/kWh                                                                     | 210 g/kWh                                                                     | 211 g/kWh                                                                     | 210 g/kWh                                                                     | 213 g/kWh                                                                     | 213 g/kWh                                                                     |
| Kraftstoff                     | Dieselkraftstoff L-0,2-61 und L-0,5-61 nach GOST 305–82                       | Dieselkraftstoff L-0,2-61 und L-0,5-61 nach GOST 305–82                       | Dieselkraftstoff L-0,2-61 und L-0,5-61 nach GOST 305–82                       | Dieselkraftstoff L-0,2-61 und L-0,5-61 nach GOST 305–82                       | Dieselkraftstoff L-0,2-61 und L-0,5-61 nach GOST 305–82                       | Dieselkraftstoff L-0,2-61 und L-0,5-61 nach GOST 305–82                       | Dieselkraftstoff L-0,2-61 und L-0,5-61 nach GOST 305–82                       | Dieselkraftstoff L-0,2-61 und L-0,5-61 nach GOST 305–82                       |
| Öl                             | M20W2F nach GOST 12337–84                                                     | M20W2F nach GOST 12337–84                                                     | M20W2F nach GOST 12337–84                                                     | M20W2F nach GOST 12337–84                                                     | M20W2F nach GOST 12337–84                                                     | M20W2F nach GOST 12337–84                                                     | M20W2F nach GOST 12337–84                                                     | M20W2F nach GOST 12337–84                                                     |

Die Motorenfamilie umfasst neben den in der Tabelle genannten Typen auch noch die Modelle M510, M511, M517, M521, M532, M533 und M534 sowie diverse Modifikationen mit geänderten Leistungsdaten, die durch angehängte Buchstaben gekennzeichnet sind.

## Galerie

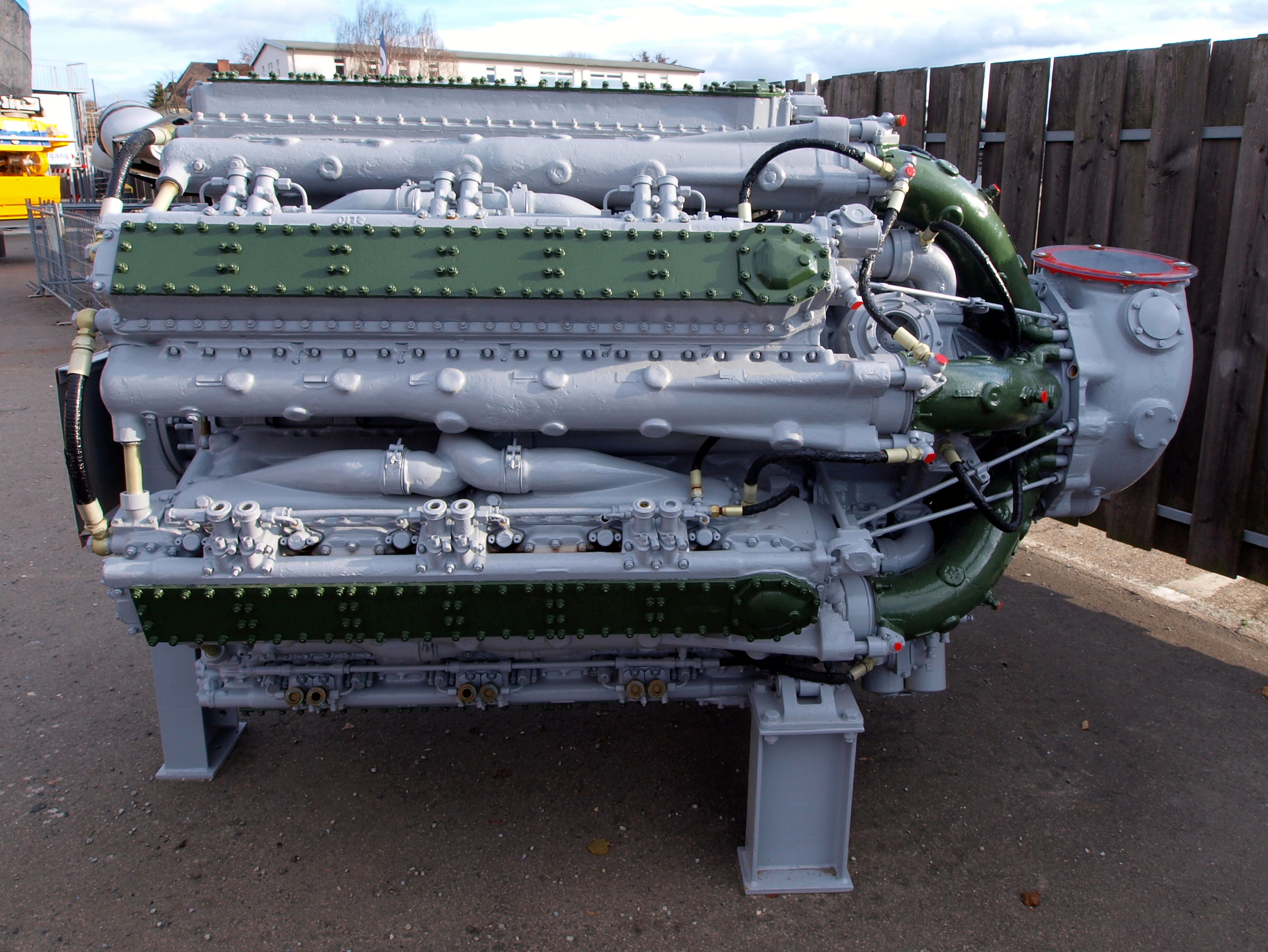
Ein Swesda M503 im Technikmuseum Speyer (2011)
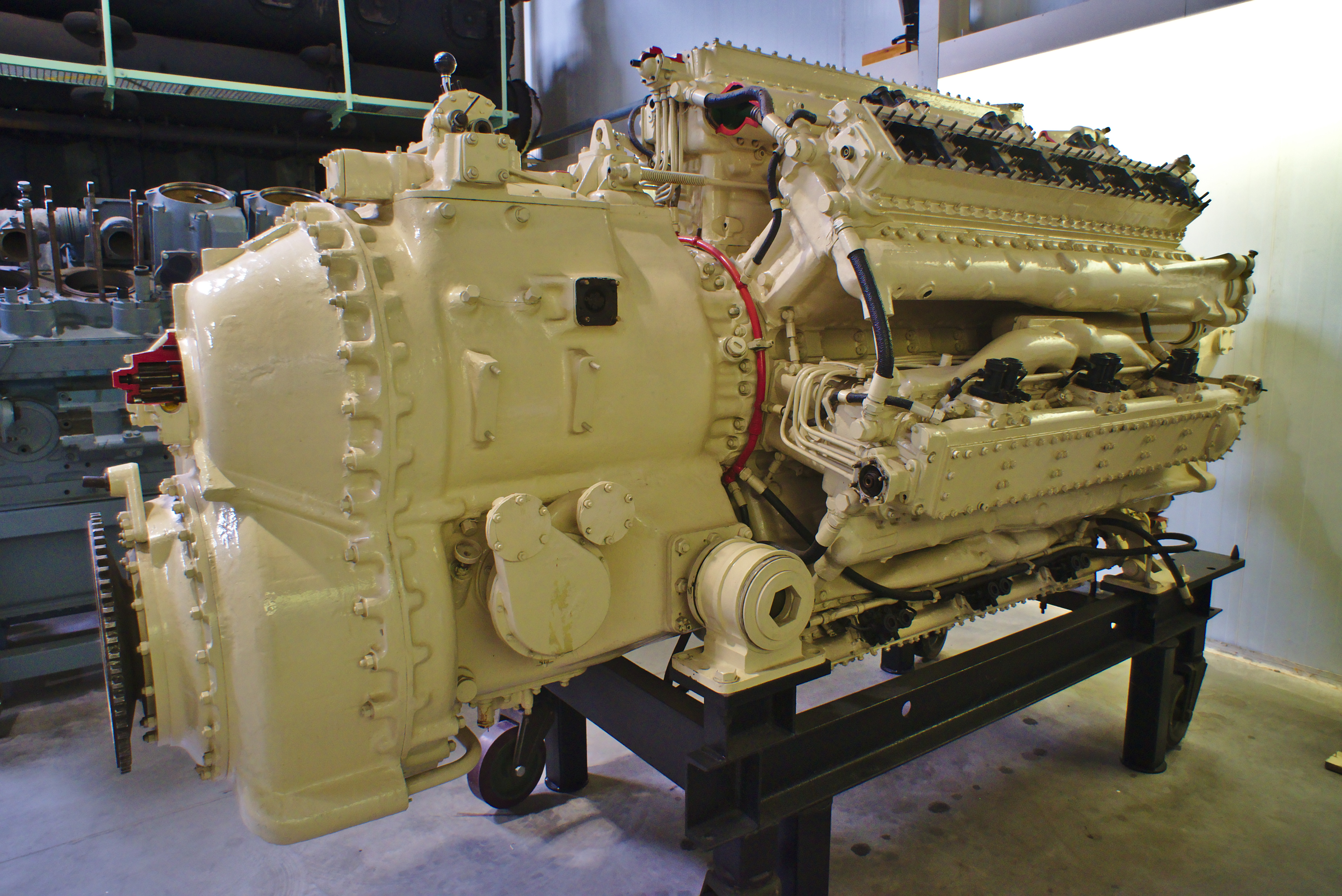
Swesda TschN16/17 in der Wehrtechnischen Studiensammlung Koblenz (2011)
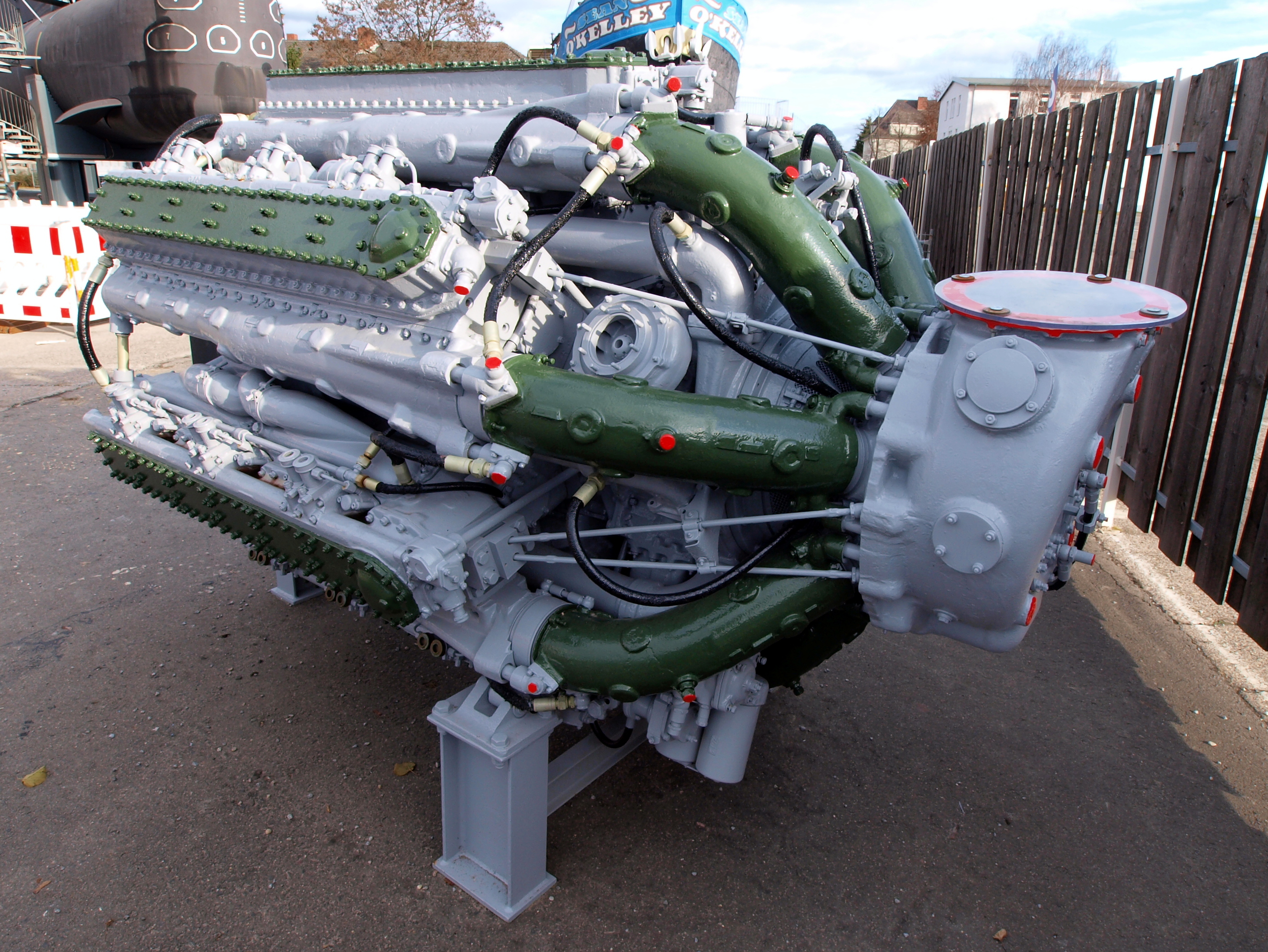
Andere Ansicht des gleichen Motors (2011)
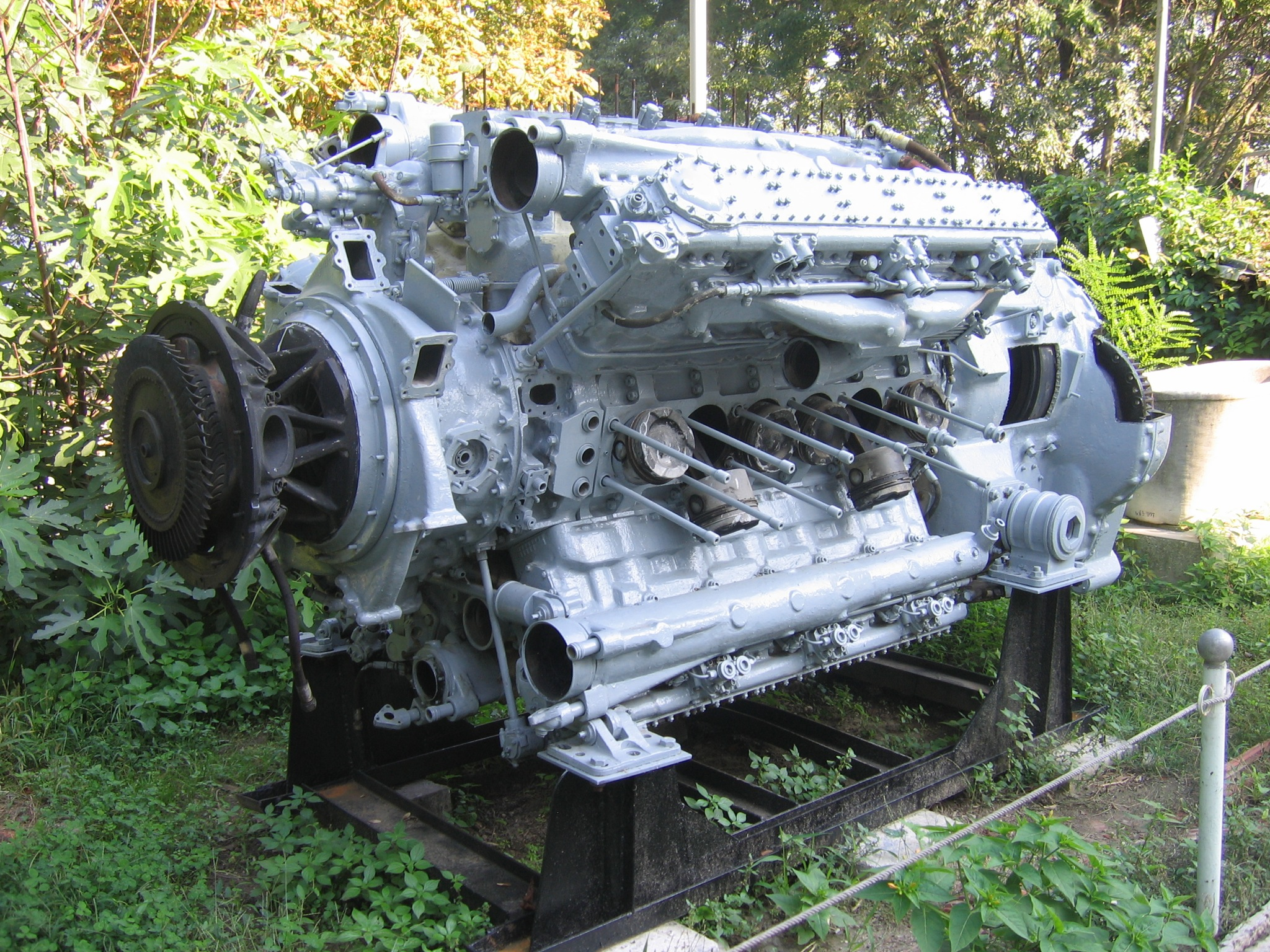
Swesda M503 mit geöffneter Zylinderbank im Museum der Bulgarischen Volksmarine, Várna (2006)
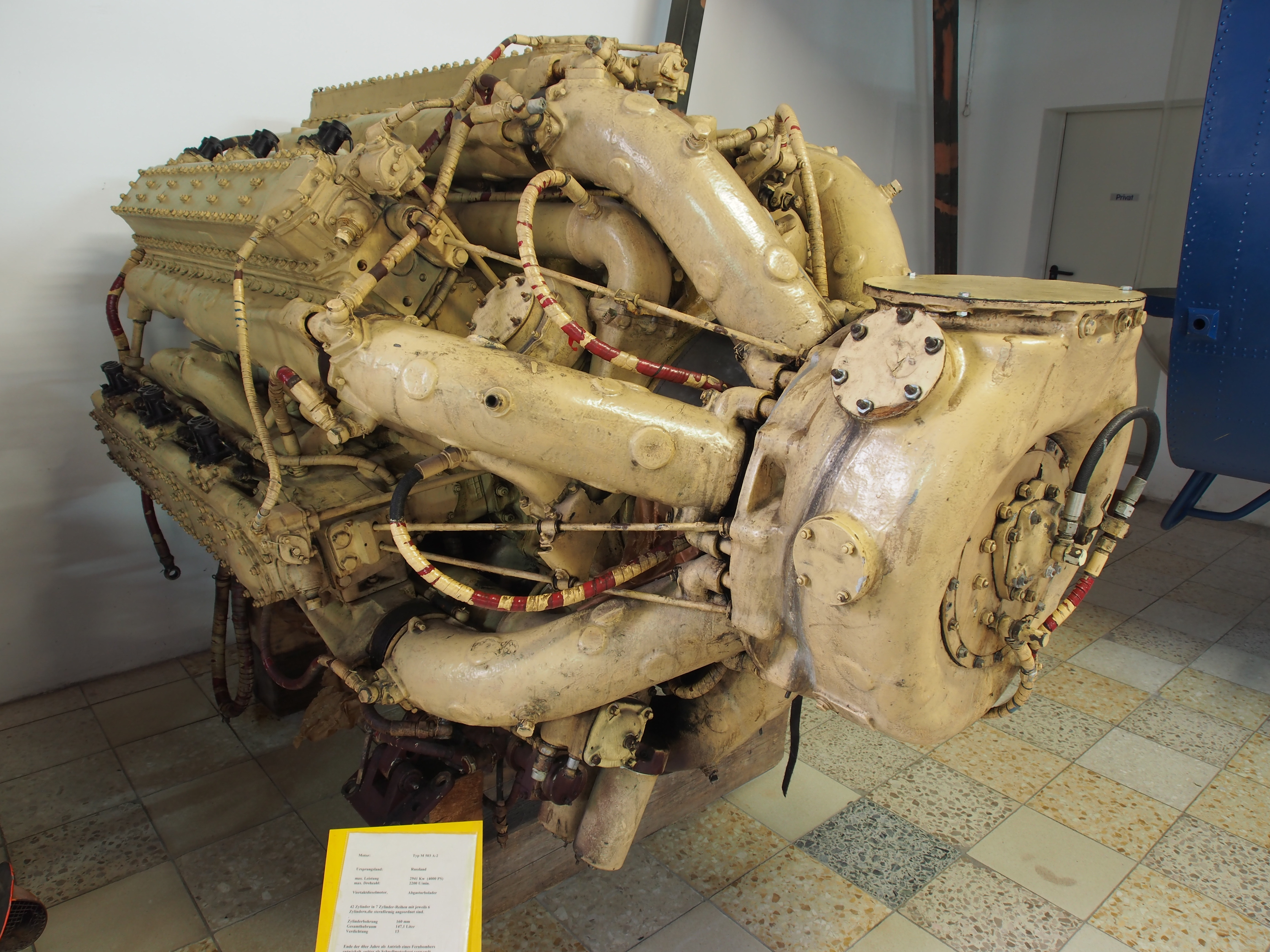
Swesda M503 in der Flugausstellung Hermeskeil (2014)